# Serrat de Palmanill
El Serrat de Palmanill és una serra situada al límit dels municipis de Llívia i Targasona, a la comarca de la Cerdanya, amb una elevació màxima de 1.571 metres.